# Loueila Mint El Mamy
Loueila Mint el Mamy és una advocada saharaui especialista en drets humans i estrangeria, resident a les Illes Canàries d'ençà el 1999.